# 韋厄拉 (明尼蘇達州)
韋厄拉是位於美國明尼蘇達州奧姆斯特德縣韋厄拉鎮區的一個非建制地區。

## 歷史
韋厄拉於1878年成立。此地得名自一早期定居者之妻維奧拉·巴克（Viola Buck）。

## 地理
韋厄拉所處的海拔為高於海平面352米（即1155英呎），而該地所採用的時區為UTC-6，即北美中部時區（CST）。同時該地設有夏令時間，為UTC-6調快一小時，即UTC-5（CDT）。